# Elaman Dogdurbek Uulu
Elaman Dogdurbek Uulu (11 de noviembre de 1993) es un luchador kirguís de lucha libre. Participó en campeonato mundial de 2015 consiguiendo un 19.º puesto. Ganó una medalla de bronce en los Juegos Asiáticos de 2014. Consiguió una medalla de plata en Campeonato Asiático en 2015.  